# PyCharm
PyCharm — інтегроване середовище розробки для мови програмування Python. Надає засоби для аналізу коду, графічний зневаджувач, інструмент для запуску юніт-тестів і підтримує веброзробку на Django. PyCharm розроблена чеською компанією JetBrains на основі IntelliJ IDEA.
PyCharm працює під операційними системами Windows, Mac OS X і Linux.

## Історія
PyCharm був випущений на ринок інтегрованих середовищ розробки для Python щоб створити конкуренцію з PyDev і поширенішим середовищем розробки Komodo IDE. Бета-версія була випущена в липні 2010, версія 1.0 була випущена трьома місяцями пізніше.
Версія 2.0 вийшла 13 грудня 2011. Версія 3.0 була випущена 24 вересня 2013.
PyCharm Community Edition, безкоштовна версія з відкритим початковим кодом була опублікована 22 жовтня 2013.
У березні 2016 JetBrains перейшла на передплатну модель ліцензування, а разом з цим змінилася й нумерація версій. Тепер номер версії виглядає як YYYY.R, де YYYY — рік випуску, а R — випуск протягом цього року.

## Можливості
- Статичний аналіз коду, підсвічування синтаксису і помилок.
- Навігація серед проєктів і початкового коду: відображення файлової структури проєкту, швидкий перехід між файлами, класами і методами.
- Рефакторинг: перейменування, витяг методу, введення змінної, введення константи, підняття і опускання методу тощо.
- Інструменти для веброзробки з використанням фреймворку Django
- Вбудований зневаджувач для Python
- Вбудовані інструменти для юніт-тестування
- Розробка з використанням Google App Engine
- Підтримка систем контролю версій: загальний користувацький інтерфейс для Mercurial, Git, Subversion, Perforce і CVS з підтримкою списків змін та злиття

## Ліцензування
PyCharm Professional Edition має кілька варіантів ліцензій, які відрізняються функціональністю, вартістю та умовами використання. PyCharm Professional Edition безкоштовна для освітніх установ і проєктів з відкритим початковим кодом.
Існує також вільна версія Community Edition з усіченим набором можливостей, яка поширюється під ліцензією Apache 2.

## Виноски
1. ↑   https://www.jetbrains.com/pycharm/download/other.html. {{cite web}}: Пропущений або порожній |title= (довідка)
2. ↑  JetBrains Strikes Python Developers with PyCharm 1.0 IDE. eWeek. Архів оригіналу за 17 травня 2013. Процитовано 24 травня 2014. [Архівовано 2013-01-22 у Archive.is]
3. ↑  JetBrains Toolbox — Release and Versioning Changes. JetBrains Company Blog. Архів оригіналу за 4 грудня 2016.
4. ↑  PyCharm Editions Comparison. Архів оригіналу за 25 червня 2014. Процитовано 24 травня 2014.